# Ani (Gjoemri)
Ani (Armeens: Անի; ook District 58 genoemd) is een wijk aan de noordkant van de Armeense stad Gjoemri. Vroeger was dit een plattelandsgebied. Tussen 1990 en 1995 werd hier deze nieuwe wijk gebouwd om mensen te huisvesten die door de aardbeving van Spitak in 1988 dakloos geworden waren. Sinds 2008 wordt de wijk in opdracht van de regering uitgebreid.